# 君とあしたへ
君とあしたへは、yozuca*の11枚目のシングルである。

## 概要
10枚目のシングル「キラメク」と同時リリースである。こちらは所属元のランティスからではなく、b-fairy recordsから発売された。
ジャケットには仲根るいが描かれている。
表題曲およびカップリング曲ともにアルバム未収録曲である。

## 収録曲
1. 君とあしたへ
作詞：tororo、作曲：上松範康（Elements Garden）、編曲：藤間仁（Elements Garden）
2. 君とあしたへ（Traditional Euro Mix）
3. 君とあしたへ（LUVNOTE MIX）
4. 君とあしたへ（karaoke）

## タイアップ
- パソコンゲーム『true tears』エンディングテーマ